# NGC 483

NGC 483

في الفهرس العام الجديد NGC 483 هي مجرة حلزونية خافتة من القدر 13 في كوكبة الحوت  وتقع على مسافة تقدر بحوالي 192 مليون سنة ضوئية من الأرض . اكتشف في 11 نوفمبر 1827 من قبل جون هيرشل

## وصلات خارجية
- NGC 483 على موقع ويكي سكاي: DSS2, SDSS, GALEX, IRAS, Hydrogen α, X-Ray, Astrophoto, Sky Map, Articles and images
- SEDS